# Grande Prêmio da Austrália de 1985
Resultados do Grande Prêmio da Austrália de Fórmula 1 realizado em Adelaide em 3 de novembro de 1985. Décima sexta e última etapa do campeonato, foi vencido pelo finlandês Keke Rosberg, da Williams-Honda, que subiu ao pódio ladeado por Jacques Laffite e Philippe Streiff, pilotos da Ligier-Renault.

## Resumo
● Antes que a Fórmula 1 chegasse ao país houve quarenta e nove edições do Grande Prêmio da Austrália entre 1928 e 1984, números entremeados por interrupções quase todas relacionadas à Segunda Guerra Mundial.
● Disputada sob um calor de 35°C, a corrida teve como vencedor o finlandês Keke Rosberg (Williams-Honda) que conquistou, num mesmo dia, seu derradeiro triunfo e sua última volta mais rápida na Fórmula 1. Ao todo somente oito pilotos cruzaram a linha de chegada. Foi o quinto triunfo na carreira de Rosberg que confirmou sua aptidão para em corridas de rua. Feliz com o resultado, o finlandês doou seu troféu para o engenheiro Frank Dernie, responsável pela bem-sucedida estratégia da Williams número seis. Menos tranquila foi a situação da Ligier, que embora tenha subido ao pódio com Jacques Laffite em segundo e Philippe Streiff em terceiro, quase saiu de mãos vazias graças à impaciência deste último, pois Streiff arriscou uma ultrapassagem sobre Laffite na penúltima volta e em razão disso os bólidos colidiram! Para o alívio de Guy Ligier ambos cruzaram a linha de chegada nas posições em que estavam antes do choque e Streiff, embora demitido algum tempo depois, conquistou o único pódio de sua carreira.
● Em quarto lugar com a Tyrrell o italiano Ivan Capelli pontuou pela primeira vez em sua carreira enquanto uma atuação apagada de Stefan Johansson rendeu apenas dois pontos à Ferrari enquanto Gerhard Berger terminou em sexto lugar com a Arrows. O mau resultado ferrarista assegurou o terceiro título de construtores para a McLaren, embora o campeão mundial Alain Prost e o tricampeão Niki Lauda, que se aposentou após 171 corridas e quatorze anos de carreira, não tenham pontuado. Embora comemorassem 100 grandes prêmios disputados por cada um durante a carreira, Alan Jones (campeão mundial em 1980) e Patrick Tambay também "passaram em branco", destino similar ao de Nelson Piquet em sua despedida da Brabham.
● Neste mesmo dia as equipes Alfa Romeo, Toleman e Renault deixaram a Fórmula 1, embora esta última tenha subsistido como fornecedora de motores para Lotus, Ligier e Tyrrell em 1986.
● Segundo e último título da McLaren-TAG/Porsche nos construtores. A Ferrari não pontuou o suficiente para conseguir o seu título de construtores no ano.

## Classificação da prova

### Treinos
| Pos.    | Nº | Piloto             | Construtor             | Q1       | Q2       | Dif.     |
| ------- | -- | ------------------ | ---------------------- | -------- | -------- | -------- |
| 1       | 12 | Ayrton Senna       | Lotus-Renault          | 1:22.403 | 1:19.844 | —        |
| 2       | 5  | Nigel Mansell      | Williams-Honda         | 1:22.564 | 1:20.537 | + 0.703  |
| 3       | 6  | Keke Rosberg       | Williams-Honda         | 1:22.402 | 1:21.877 | + 2.044  |
| 4       | 2  | Alain Prost        | McLaren-TAG/Porsche    | 1:23.943 | 1:21.889 | + 2.056  |
| 5       | 27 | Michele Alboreto   | Ferrari                | 1:24.666 | 1:22.337 | + 2.504  |
| 6       | 8  | Marc Surer         | Brabham-BMW            | 1:24.404 | 1:22.561 | + 2.728  |
| 7       | 17 | Gerhard Berger     | Arrows-BMW             | 1:25.362 | 1:22.592 | + 2.759  |
| 8       | 15 | Patrick Tambay     | Renault                | 1:25.173 | 1:22.683 | + 2.850  |
| 9       | 7  | Nelson Piquet      | Brabham-BMW            | 1:23.018 | 1:22.718 | + 2.885  |
| 10      | 11 | Elio de Angelis    | Lotus-Renault          | 1:24.543 | 1:23.077 | + 3.244  |
| 11      | 18 | Thierry Boutsen    | Arrows-BMW             | 1:23.943 | 1:23.196 | + 3.363  |
| 12      | 16 | Derek Warwick      | Renault                | 1:24.372 | 1:23.426 | + 3.593  |
| 13      | 23 | Eddie Cheever      | Alfa Romeo             | 1:23.597 | 1:24.295 | + 3.764  |
| 14      | 22 | Riccardo Patrese   | Alfa Romeo             | 1:23.758 | 1:24.128 | + 3.925  |
| 15      | 28 | Stefan Johansson   | Ferrari                | 1:24.732 | 1:23.902 | + 4.069  |
| 16      | 1  | Niki Lauda         | McLaren-TAG/Porsche    | 1:24.691 | 1:23.941 | + 4.108  |
| 17      | 3  | Martin Brundle     | Tyrrell-Renault        | 1:25.646 | 1:24.241 | + 4.408  |
| 18      | 25 | Philippe Streiff   | Ligier-Renault         | 1:26.618 | 1:24.266 | + 4.433  |
| 19      | 33 | Alan Jones         | Haas Lola-Hart         | 1:25.780 | 1:24.369 | + 4.536  |
| 20      | 26 | Jacques Laffite    | Ligier-Renault         | 1:26.972 | 1:24.830 | + 4.997  |
| 21      | 20 | Piercarlo Ghinzani | Toleman-Hart           | 1:25.021 | 1:26.630 | + 5.188  |
| 22      | 4  | Ivan Capelli       | Tyrrell-Renault        | 1:27.120 | —        | + 7.287  |
| 23      | 29 | Pierluigi Martini  | Minardi-Motori Moderni | 1:27.196 | 1:27.402 | + 7.363  |
| 24      | 19 | Teo Fabi           | Toleman-Hart           | 1:28.261 | 1:28.110 | + 8.277  |
| 25      | 24 | Huub Rothengatter  | Osella-Alfa Romeo      | 1:30.319 | —        | + 10.486 |
| Fontes: |    |                    |                        |          |          |          |

### Corrida
| Pos.    | Nº | Piloto             | Construtor             | Voltas | Tempo/Diferença   | Grid | Pontos |
| ------- | -- | ------------------ | ---------------------- | ------ | ----------------- | ---- | ------ |
| 1       | 6  | Keke Rosberg       | Williams-Honda         | 82     | 2:00:40.473       | 3    | 9      |
| 2       | 26 | Jacques Laffite    | Ligier-Renault         | 82     | + 43.130          | 20   | 6      |
| 3       | 25 | Philippe Streiff   | Ligier-Renault         | 82     | + 1:28.536        | 18   | 4      |
| 4       | 4  | Ivan Capelli       | Tyrrell-Renault        | 81     | + 1 volta         | 22   | 3      |
| 5       | 28 | Stefan Johansson   | Ferrari                | 81     | + 1 volta         | 15   | 2      |
| 6       | 17 | Gerhard Berger     | Arrows-BMW             | 81     | + 1 volta         | 7    | 1      |
| 7       | 24 | Huub Rothengatter  | Osella-Alfa Romeo      | 78     | + 4 voltas        | 25   |        |
| 8       | 29 | Pierluigi Martini  | Minardi-Motori Moderni | 78     | + 4 voltas        | 23   |        |
| Ret     | 12 | Ayrton Senna       | Lotus-Renault          | 62     | Motor             | 1    |        |
| Ret     | 27 | Michele Alboreto   | Ferrari                | 61     | Transmissão       | 5    |        |
| Ret     | 1  | Niki Lauda         | McLaren-TAG/Porsche    | 57     | Freios            | 16   |        |
| Ret     | 16 | Derek Warwick      | Renault                | 57     | Transmissão       | 12   |        |
| NC      | 3  | Martin Brundle     | Tyrrell-Renault        | 49     | Não classificado  | 17   |        |
| Ret     | 8  | Marc Surer         | Brabham-BMW            | 42     | Motor             | 6    |        |
| Ret     | 22 | Riccardo Patrese   | Alfa Romeo             | 42     | Exaustor          | 14   |        |
| Ret     | 19 | Teo Fabi           | Toleman-Hart           | 40     | Motor             | 24   |        |
| Ret     | 18 | Thierry Boutsen    | Arrows-BMW             | 37     | Vazamento de óleo | 11   |        |
| Ret     | 20 | Piercarlo Ghinzani | Toleman-Hart           | 28     | Embreagem         | 21   |        |
| Ret     | 2  | Alain Prost        | McLaren-TAG/Porsche    | 26     | Motor             | 4    |        |
| Ret     | 15 | Patrick Tambay     | Renault                | 20     | Transmissão       | 8    |        |
| Ret     | 33 | Alan Jones         | Haas Lola-Hart         | 20     | Pane elétrica     | 19   |        |
| DSQ     | 11 | Elio de Angelis    | Lotus-Renault          | 18     | Desclassificado   | 10   |        |
| Ret     | 7  | Nelson Piquet      | Brabham-BMW            | 14     | Fogo              | 9    |        |
| Ret     | 23 | Eddie Cheever      | Alfa Romeo             | 5      | Motor             | 13   |        |
| Ret     | 5  | Nigel Mansell      | Williams-Honda         | 1      | Transmissão       | 2    |        |
| Fontes: |    |                    |                        |        |                   |      |        |

## Tabela do campeonato após a corrida
| Pos.    | Piloto           | Pontos |
| ------- | ---------------- | ------ |
| 1       | Alain Prost      | 73     |
| 2       | Michele Alboreto | 53     |
| 3       | Keke Rosberg     | 40     |
| 4       | Ayrton Senna     | 38     |
| 5       | Elio de Angelis  | 33     |
| Fontes: |                  |        |

| Pos.    | Construtor          | Pontos |
| ------- | ------------------- | ------ |
| 1       | McLaren-TAG/Porsche | 90     |
| 2       | Ferrari             | 82     |
| 3       | Williams-Honda      | 71     |
| 4       | Lotus-Renault       | 71     |
| 5       | Brabham-BMW         | 26     |
| Fontes: |                     |        |

- Nota: Somente as primeiras cinco posições estão listadas e os campeões da temporada surgem grafados em negrito. Entre 1981 e 1990 cada piloto podia computar onze resultados válidos por temporada não havendo descartes no mundial de construtores.